# Pulau Telang
Pulau Telang (indonesiska: Pulau Tellang) är en ö i Indonesien.   Den ligger i provinsen Moluckerna, i den östra delen av landet, 2 300 km öster om huvudstaden Jakarta. Arean är 1,4 kvadratkilometer.
Terrängen på Pulau Telang är lite kuperad. Öns högsta punkt är 173 meter över havet. Den sträcker sig 1,9 kilometer i nord-sydlig riktning, och 1,2 kilometer i öst-västlig riktning.